# Malakiás próféta

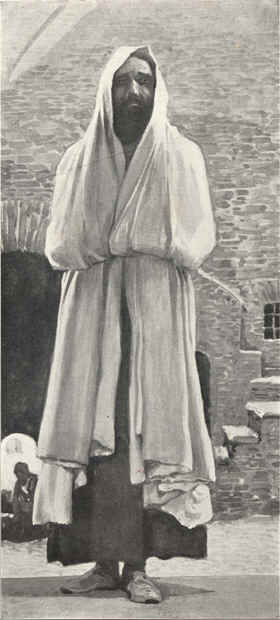
James Tissot: Malakiás

Malakiás Kr. e. 5. századi héber próféta. Aggeus és Zakariás prófétai szolgálatának a folytatója. Ő utánuk mintegy 80 évvel szolgált.

## Működése
Működésének idején a jeruzsálemi templom építését már befejezték és a régi istentiszteletet helyreállították, de a vallásos buzgóság fokozatosan elhalt. A messiási kor beköszöntését váró nép megfáradt, elfásulttá lett, meglanyhult a hitbeli buzgóság.
Isten azzal a feladattal bízta meg a lévitákat, hogy tanítsák az igazságra a népet és járjanak elöl jó példával. A papok azonban nemcsak hogy nem mutattak rá a bűnökre, hanem inkább ők voltak azok, akik félrevezették a népet. Malakiás próféta emlékeztette az embereket, hogy Isten mit vár el tőlük és hirdette az Úr napjának közeledtét. Utána közel 400 évig nem volt hallható Isten hangja próféta szájából.

## Prófétai könyve
Könyve az a bibliai Ószövetségben és egyben a kispróféták írásaiban az utolsó. 

## Fordítás
- Ez a szócikk részben vagy egészben  a   Malachi című angol Wikipédia-szócikk fordításán alapul.  Az eredeti cikk szerkesztőit annak laptörténete sorolja fel. Ez a jelzés csupán a megfogalmazás eredetét és a szerzői jogokat jelzi, nem szolgál a cikkben szereplő információk forrásmegjelöléseként.